# 1975 en Suisse
Chronologie de la Suisse
- 1971
- 1972
- 1973
- 1974
- 1975
- 1976
- 1977
- 1978
- 1979

Chronologie de la Suisse
1974 en Suisse - 1975 en Suisse - 1976 en Suisse

## Gouvernement au1erjanvier 1975
- Conseil fédéral[1]:
  - Pierre Graber PSS, président de la Confédération
  - Rudolf Gnägi UDC, vice-président de la Confédération
  - Ernst Brugger PRD
  - Hans Hürlimann PDC
  - Georges-André Chevallaz PRD
  - Willi Ritschard PSS
  - Kurt Furgler PDC

## Évènements

### Janvier
Jeudi 2 janvier 
- Gros incendie dans une l’entreprise de moulage Fischer à Alpnach-Dorf (OW). Les dégâts se montent à 15 millions de francs.

 Vendredi 10 janvier 
- Décès à Neuchâtel, à l’âge de 82 ans, de la romancière et critique littéraire Dorette Berthoud.

 Vendredi 17 janvier 
- Une manifestation devant le Palais fédéral à Berne marque le début de l’Année de la femme.

 Dimanche 26 janvier 
- Incendie du magasin Au Grand Passage à Genève. L’établissement est complètement détruit du deuxième au sixième étage. Le montant des dégâts approche les cent millions de francs.

### Février
Mercredi 5 février 
- Guido Nobel est nommé directeur des PTT en remplacement de Fritz Bourquin, démissionnaire.

 Mercredi 12 février 
- Décès à Berne, à l’âge de 80 ans, du diplomate Carl Lutz.

 Jeudi 13 février 
- Ouverture à Wallisellen (ZH), de Glatt-Zentrum, le premier grand centre commercial de Suisse implanté en périphérie de Zurich et abritant plusieurs enseignes comme Migros, Globus et Jelmoli.

 Vendredi 14 février 
- Manifestation à Sion (VS) contre la fermeture des ateliers Bally en Valais.

 Mardi 18 février 
- Décès à Zurich, à l’âge de 82 ans, de l'artiste Sasha Morgenthaler, créatrice de la poupée Sasha.

 Jeudi 20 février 
- Décès à Lausanne, à l’âge de 79 ans, de Jacques Béranger, ancien directeur du Théâtre municipal de Lausanne.

 Samedi 22 février 
- Pour la quatrième fois de son histoire, le CP Berne devient champion de Suisse de hockey-sur-glace.

 Mercredi 26 février 
- Moritz Suter, ancien pilote de Swissair, fonde Business Flyers Basel, qui deviendra par la suite Crossair.

 Vendredi 28 février 
- Décès à Wallisellen (ZH), à l’âge de 62 ans, de l’illustrateur Robert Lips, père de Globi, personnage de bandes dessinées.

### Mars
Dimanche 2 mars 
- Votations fédérales. L'article de la constitution sur la politique conjoncturelle n’est pas approuvé par les cantons (11 contre 11), alors que le peuple l’avait approuvé par 542 745 oui (52,8 %) contre 485 844 non (47,2 %).

 Jeudi 6 mars 
- Le Conseil national débat de la légalisation de l’avortement.

 Dimanche 16 mars 
- Dans le cadre des plébiscites jurassiens, les districts de Courtelary, Moutier et La Neuveville, se prononcent pour leur maintien dans le canton de Berne.
- Décès à Lausanne, à l’âge de 86 ans, du médecin Francis-Marius Messerli, fondateur du Comité olympique suisse.

 Jeudi 27 mars 
- Dernière projection du Ciné-Journal Suisse dans les cinémas.

### Avril
Mardi 1er avril 
- 500 militants antinucléaires envahissaient le terrain sur lequel il est prévu de construire la centrale nucléaire de Kaiseraugst (AG).
- Décès à Lausanne, à l’âge de 90 ans, d’Alfred Roulin, ancien directeur de la Bibliothèque cantonale et universitaire de Lausanne.

 Samedi 5 avril 
- Des avalanches coupent routes et voies ferrées dans les Alpes.

 Dimanche 6 avril 
- Une avalanche emporte un chalet au Val Blenio (TI). Ses cinq occupants sont tués sur le coup.

 Samedi 12 avril 
- À la maternité de Berne, Ruth Winterberger, de Brienz (BE), donne naissance à des quintuplés.

 Mardi 15 avril 
- Décès à Fribourg, à l’âge de 84 ans, du cardinal Charles Journet.

 Dimanche 20 avril 
- Élections cantonales à Bâle-Campagne. Clemens Stöckli (PDC), Theo Meier (PRD), Paul Manz (UDC), Paul Jenni (PSS) et Paul Nyffeler (PRD) sont élus au Conseil d’État lors du 1er tour de scrutin.
- Élections cantonales au Tessin. Benito Bernasconi (PSS), Ugo Sadis (PRD), Argante Righetti (PRD), Flavio Cotti (PDC) et Fabio Vassalli (PDC) sont élus au Conseil d’État lors du 1er tour de scrutin.

 Dimanche 27 avril 
- Élections cantonales à Zurich. Jakob Stucki (UDC), Peter Wiederkehr (PDC), Hans Künzi (PRD), Alois Günthard (UDC), Albert Mossdorf (PRD), Alfred Gilgen AdI et Arthur Bachmann (PSS), sont élus au Conseil d’État lors du 1er tour de scrutin.
- Élections cantonales à Lucerne. Karl Kennel (PDC), Walter Gut (PDC), Carl Mugglin  (PDC), Anton Muheim (PSS), Felix Wili (PDC), Albert Krummenacher (PDC) et Peter Knüsel (PRD) sont élus au Conseil d’État lors du 1er tour de scrutin.

### Mai
Samedi 3 mai 
- Inauguration du nouveau Théâtre de Bâle.
- Décès à Corseaux (VD), à l’âge de 78 ans, de Samuel Gonard, ancien président du CICR.

 Jeudi 22 mai 
- General Motors annonce l’arrêt de sa chaîne de montage de Bienne (BE) pour fin août. 450 personnes vont perdre leur emploi.

 Mardi 25 mai 
- Inauguration de la ligne CFF du Heitersberg, entre Lenzbourg (AG) et Zurich. Le nouveau tracé permet un gain de temps de 10 minutes entre Olten (SO) et Zurich.

 Jeudi 29 mai 
- Suppression du transport des wagons par ferry-boat sur le lac de Constance.

 Vendredi 30 mai 
- Décès à Bry-sur-Marne (France), à l’âge de 80 ans, du comédien Michel Simon.

 Samedi 31 mai 
- Première de la reprise de la Servante d’Evolène, de René Morax, au Théâtre du Jorat à Mézières (VD), dans une mise en scène de Paul Pasquier.

### Juin
Dimanche 8 juin 
- Votations fédérales. Le peuple approuve, par 1 153 338 oui (85,5 %) contre 195 219 non (14,5 %), l’arrêté fédéral sur la sauvegarde de la monnaie.
- Votations fédérales. Le peuple approuve, par 721 313 oui (53,5 %) contre 627 980 non (46,5 %), l’arrêté fédéral concernant le financement des routes nationales.
- Votations fédérales. Le peuple rejette, par 694 252 non (51,8 %) contre 646 687 oui (48,2 %), la loi fédérale modifiant le tarif général des douanes.
- Votations fédérales. Le peuple approuve, par 753 642 oui (56,0 %) contre 593 041 non (44,0 %), l’arrêté fédéral concernant l'augmentation des recettes fiscales.
- Votations fédérales. Le peuple approuve, par 1 021 315 oui (75,9 %) contre 323 511 non (24,1 %), l’arrêté fédéral freinant les décisions en matière de dépenses.

 Samedi 14 juin 
- Le FC Zurich s’adjuge, pour la septième fois de son histoire, le titre de champion de Suisse de football.

 Vendredi 20 juin 
- Le Belge Roger De Vlaeminck remporte le Tour de Suisse cycliste.

### Juillet
Vendredi 11 juillet 
- La Suisse reconnaît l’archipel de Sao Tomé-et-Principe.

### Août
Vendredi 1er août 
- A Helsinki, ratification de l'acte final de la Conférence sur la sécurité et la coopération en Europe par trente-cinq pays, dont la Suisse.

 Samedi 30 août 
- Pluies diluviennes à dans la région de Langenthal (BE) où la crue de la Langete provoque des dégâts importants.

### Septembre
Jeudi 11 septembre 
- La Migros fête son cinquantenaire à la Tonhalle et au Palais des Congrès de Zurich.

 Dimanche 14 septembre 
- Dans le cadre des plébiscites jurassiens, le district germanophone de Laufon se prononce pour son maintien dans le canton de Berne.

 Mardi 16 septembre 
- Trombes d’eau au Tessin. Des éboulements provoquent la fermeture de la route du val Blenio et le col du Lukmanier devient impraticable.

### Octobre
Samedi 11 octobre 
- Inauguration du nouveau casino de Montreux (VD).

 Vendredi 17 octobre 
- Le chimiste suisse d’origine croate Vladimir Prelog reçoit le Prix Nobel de chimie.

 Mercredi 22 octobre 
- Ratification du traité de Bonn, posant les bases d’un coopération transfrontalière dans la région bâloise, entre l’Allemagne, la France et la Suisse.

 Dimanche 26 octobre 
- Élections au Conseil national. Les socialistes sortent vainqueurs avec un gain de 9 sièges. Emportant 25 % des suffrages, ils deviennent le plus fort parti du Conseil national (55 élus). Le Parti radical-démocratique occupe 47 sièges (-2), le Parti démocrate-chrétien 46 (+ 2) et l’Union démocratique du centre 21 (-2). Avec 11 élus, l’Alliance des indépendants demeure le plus fort des partis non gouvernementaux.

### Novembre
Jeudi 6 novembre 
- Inauguration de la nouvelle route du col du Simplon (VS).

 Vendredi 14 novembre 
- Ouverture d’un tronçon de 6,8 km sur l’autoroute A9, entre Villeneuve et Aigle (VD).

 Jeudi 20 novembre 
- Ouverture d’un tronçon de 11 km sur l’autoroute A5, entre Saint-Blaise et Le Landeron (NE).

 Samedi 22 novembre 
- Décès à Locarno (TI), à l’âge de 93 ans, de l’écrivain Jakob Bührer.

 Lundi 24 novembre 
- La SSIH annonce le licenciement de 170 personnes à Bienne (BE) et à Cornol (JU).

### Décembre
Dimanche 7 décembre 
- Votations fédérales. Le peuple approuve, par 842 165 oui (75,6 %) contre 271 563 non (24,4 %), l’arrêté fédéral modifiant la constitution concernant la liberté d'établissement et la réglementation de l'assistance.
- Votations fédérales. Le peuple approuve, par 858 720 oui (77,5 %) contre 249 043 non (22,5 %), la révision de la constitution dans le domaine de l'économie des eaux.
- Votations fédérales. Le peuple approuve, par 587 148 oui (52,0 %) contre 541 489 non (48,0 %), la loi fédérale sur l'importation et l'exportation de produits agricoles transformés.

 Mercredi 17 décembre 
- Décès à Zurich, à l’âge de 85 ans, du philosophe Ferdinand Gonseth.